# Oh Louise
Albums de Junior
Do You Really Want My Love Come On Over
« Oh Louise » est un single de l'artiste britannique Junior, initialement sorti dans le cadre de son troisième album studio, Acquired Taste, en 1985. La chanson a été rééditée en 1986, où elle a connu davantage de succès, devenant un hit du top 15 des charts R&B. Écrite par Junior et Robin Smith, la chanson a également été produite par Junior et est sortie via London Records.

## Influence sur le New Jack Swing
Oh Louise a été reconnu par certains critiques musicaux comme l'un des premiers précurseurs du genre New Jack Swing. Alors que le New Jack Swing est devenu plus largement reconnu à la fin des années 1980, la fusion du R&B, de la soul et des rythmes syncopés et optimistes de la chanson a contribué à jeter les bases de ce qui serait plus tard popularisé par des artistes comme Teddy Riley et Lenny White. L'incorporation par Junior de grooves dansants avec des voix pleines d'âme a mis en valeur un son émergent qui finirait par définir le mouvement New Jack Swing,,.

## Liste des pistes
7"
1. « Oh Louise » – 3:50
2. « Oh Louise » – 3:50

12"
1. « Oh Louise » – 6:50
2. « Oh Louise » – 6:50

## Personnel
- Junior Giscombe - chant principal, auteur-compositeur, producteur, mixé par
- Robin Smith - auteur-compositeur
- John Gallen - remixeur

## Graphiques
| Chart                                 | Peak position |
| ------------------------------------- | ------------- |
| UK Singles (OCC)                      | 74            |
| UK Singles (OCC) (1986 reissue)       | 83            |
| U.S. Billboard Hot R&B (1986 reissue) | 14            |